# Usher Aliman
Usher Aliman est un journaliste et écrivain ivoirien. Rédacteur en Chef  télé et presse, chroniqueur radio.... Il est spécialiste des cultures urbaines africaines auxquelles il consacre ses livres  (coupé-décalé, zouglou, le parler ivoirien, l'histoire des cultures urbaines...).

## Biographie
Il commence sa carrière de journaliste au magazine Top Visages, premier magazine de culture, de mode et de show business de Côte d'Ivoire et d'Afrique de l'ouest francophone.
En 2013, il sort le livre Douk Saga ou l’histoire interdite du coupé-décalé, un destin fracassé. Fruit de plusieurs années d'enquête, l'ouvrage raconte la véritable histoire du coupé-décalé et celle de ses créateurs. Douk Saga ou l’histoire interdite du coupé-décalé est le livre de référence sur ce phénomène musical.
Il est l'auteur de Espoir 2000, les secrets d’un zouglou insoumis.  Cette deuxième œuvre raconte le parcours de la génération zouglou. Une histoire qui part du lycée de Gagnoa (centre-ouest de la Côte d'Ivoire) jusqu' au succès des grands groupes zouglou d'Abidjan, en passant par les coulisses de l'éclosion de la musique zouglou.
En 2021, il publie le Dictionnaire ivoirien illustré. Un ouvrage qui raconte la Côte d'Ivoire de A à Z (traditions, littérature et philosophie, sciences et techniques, histoire et géographie, arts et spectacles, politique, religions, sports...) Le Dictionnaire ivoirien illustré est un lieu de conservation des grandes idées et des grands événements qui ont marqué l’histoire de ce pays depuis des siècles. Il immortalise également l’ensemble des personnes qui se sont illustrées dans différents domaines en Côte d'Ivoire.
Le Dictionnaire Ivoirien Illustré, c'est aussi tout le parler ivoirien. L'ouvrage contient les mots, expressions, interjections, sigles, onomatopées, abréviations… couramment utilisés dans le parler ivoirien.

## Presse et télévision
- 2008 Top Visages, Secrétaire général de rédaction
- 2015 RTI1, Dimanche de foot , Rédacteur en Chef[1]
- 2017: Madame, monsieur, bonsoir sur RTI 2, Rédacteur en Chef

## Publications
- Usher Aliman, Douk Saga ou l'histoire interdite du coupé-décalé, un destin fracassé, Abidjan, Les Classiques Ivoiriens, 2013, 161 p. (ISBN 979-10-90625-39-6)[2],[3],[4],[5]
- Usher Aliman, Espoir 2000, les secrets d'un zouglou insoumis, Abidjan, Eurêka Consulting, 2016, 108 p. (ISBN 978-2-36553-175-7)[6].
- Usher Aliman est le fondateur du Dictionnaire Ivoirien Illustré, 2021  (ISBN 978-2-36553-413-0)